# المنارة (المخادر)

تعديل مصدري - تعديل

المنارة هي إحدى قرى عزلة المعشار بمديرية المخادر التابعة لمحافظة إب، بلغ تعداد سكانها 50 نسمة حسب تعداد اليمن لعام 2004.